# 金峰山 (熊本県)
金峰山（きんぼうざん、きんぽうざん）は、熊本県熊本市西区の旧飽託郡河内町の地域に位置する、標高665 mの一ノ岳を中心とするカルデラ式火山である。

## 概要
金峰山というと一般的には一ノ岳を指すが、これを中央火口丘とする二重式火山（現在火山活動はしていない）であり、熊ノ岳（685 m）（二ノ岳ともいう）や三ノ岳（681 m）・荒尾山（445 m）などの外輪山を含む山の総称である。ほかに河内山、小萩山、花岡山、独鈷山、離れた所にある立田山も外輪山である。
その成立は阿蘇山より古く、過去100万年以上かけて徐々に形成され、火山活動は56万年から50万年に火山活動が活発となり外輪山の縁（へり）の崩れたあたりが噴火して現在の二ノ岳、三ノ岳が誕生した。その後西山地域にカルデラ湖が形成された。20万年から15万年前に最後の噴火が起こった。最後に出来た溶岩ドームが一ノ岳である。

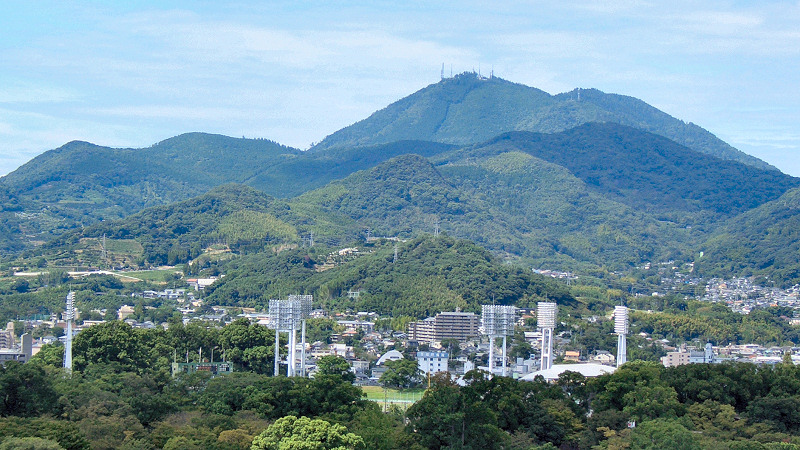
熊本城天守閣から見た金峰山
一ノ岳付近の拡大

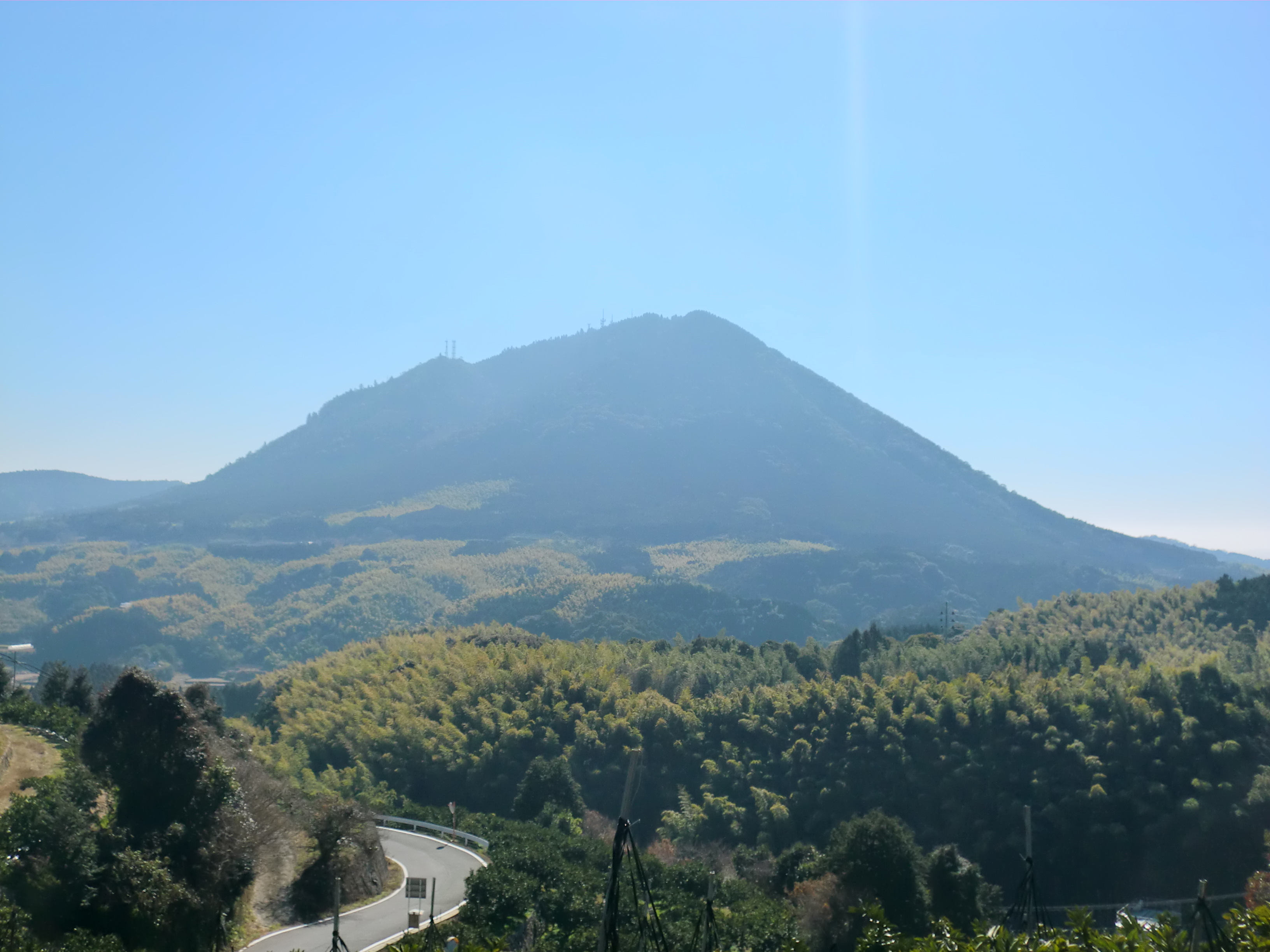
狭義の金峰山（一ノ岳）を
北から望む

同じくカルデラ式火山で熊本県の東部に位置する阿蘇山が「火の国」熊本のシンボル的な存在として広く知られているのに対し、金峰山は熊本市を象徴する山として市民に親しまれている。
山頂には展望台があり、晴れた日には有明海の湾奥、佐賀平野から島原半島、天草諸島の島影までを見渡せ、夜は熊本市街の夜景を一望することができる。山中には、巨石がいくつも横たわり宗教遺跡とみられる拝ケ石巨石群や、宮本武蔵が籠もって五輪書を書き記したことで知られる霊巌洞（岩戸観音）および五百羅漢のある雲巌禅寺、熊本から小天温泉までの旅を題材にした夏目漱石の小説「草枕」の一シーンに登場する峠の茶屋などが、また東側の麓には宮本武蔵ゆかりの美術品等を収蔵する島田美術館や加藤清正の菩提寺本妙寺などがあり、熊本の歴史や文化を語る上でも重要なエリアとなっている。
金峰山一帯は金峰山県立自然公園に指定されており、公園や観光農園なども多い。二ノ岳・三ノ岳・小萩山等へのハイキングコースや登山道も整備されている。大半が広葉樹林に覆われているが、有明海に面する西斜面では河内みかんが栽培され、みかん運搬用のミニモノレールが山の斜面を這っている。
金峰山からは有明海とその周辺地域が広く見渡せるため、山頂にはテレビ・ラジオ放送所のほか、マルチチャネルアクセス無線システムや警察庁などの業務無線局が設置されている。

## 呼称

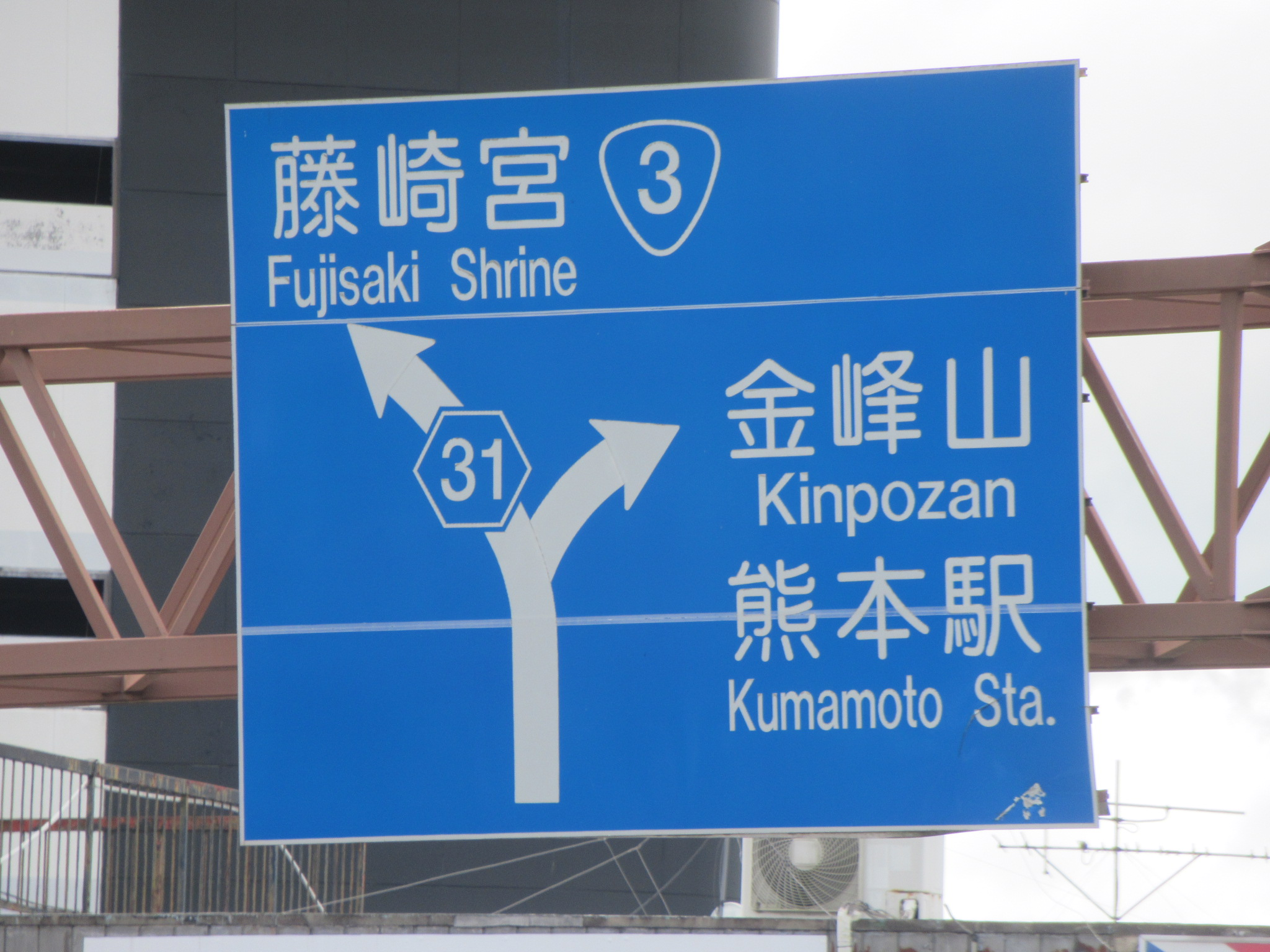
Kinpozanと表記されている道路標識

古くは「飽田山」と呼ばれていたが、奈良県の吉野地方にある金峰山（きんぷせん）から勧請した金峰山神社（蔵王権現）が山頂に建立されて以来「金峰山」と呼ばれるようになったという。なお、文献等によっては「金峯山」と記述されることがあり、古くは「きぼうさん」などと呼ばれたこともあったという。
道路標識や観光ガイドブックにおける金峰山の英語表記として、“Mt. Kinpo”あるいは“Kinpozan”が用いられていることがある。しかし、金峰山の所在地である河内地区では「きんぼうざん」と呼ばれている。具体的な例の一つとして、河内小学校校歌の歌詞においては、金峰山を「きんぼうざん」としている。

## 熊本テレビ・FM放送所

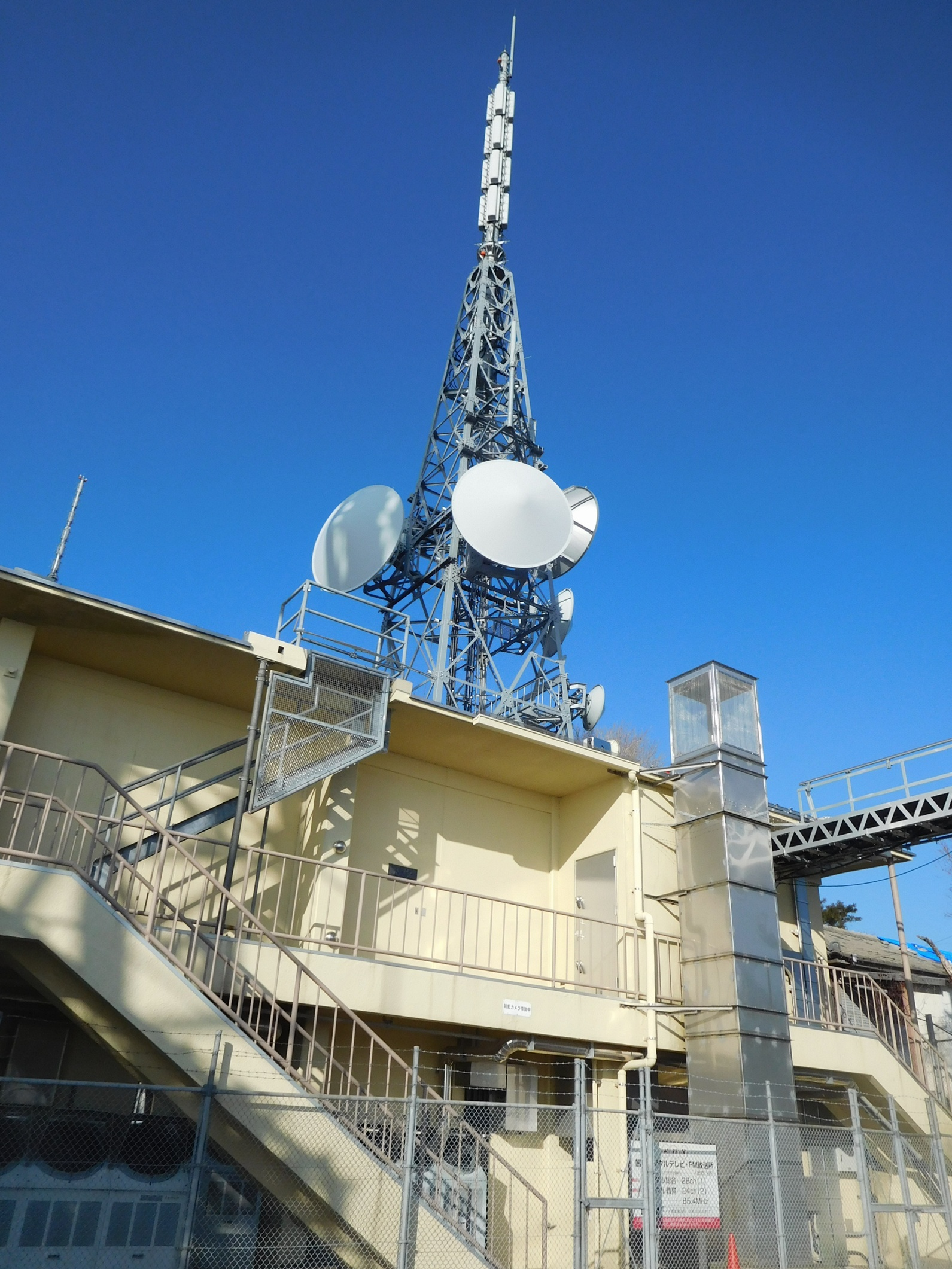
NHK熊本放送局デジタル総合・教育（2015年撮影）

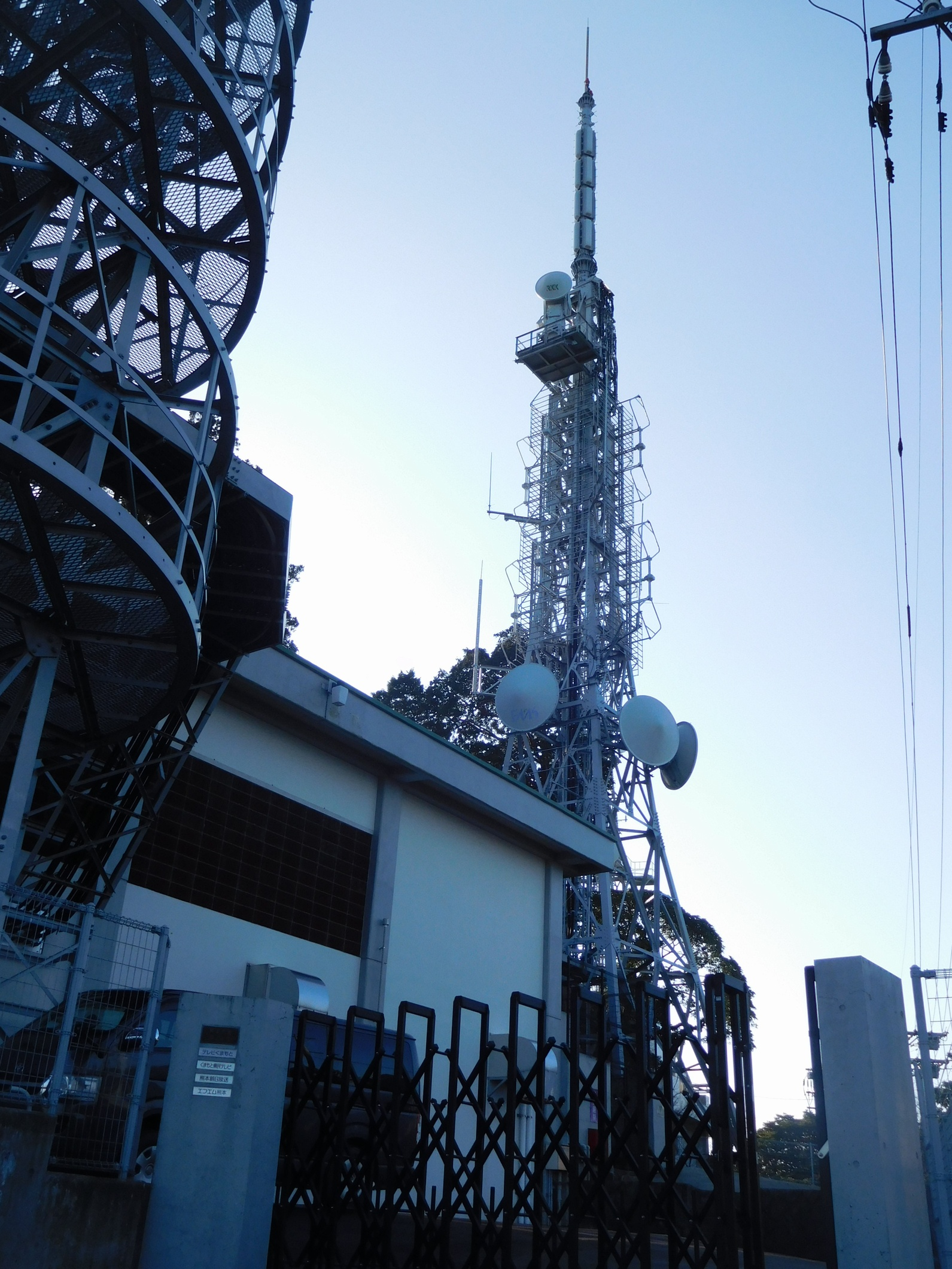
民放局のデジタルテレビ送信所・エフエム熊本（2015年撮影、かつてのRKK熊本放送アナログテレビ送信所。RKKラジオのFM補完中継局のアンテナは未設置）

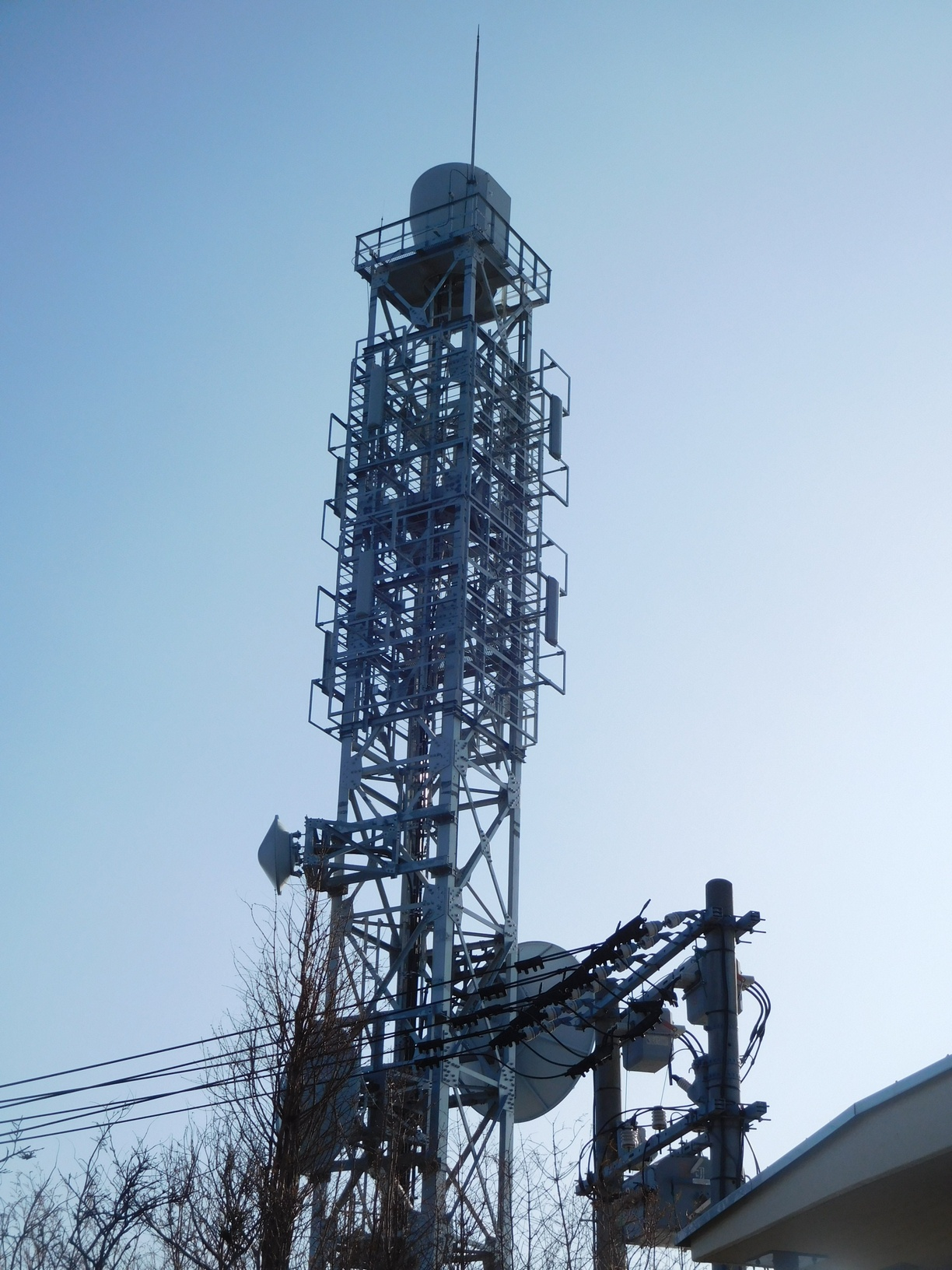
NHK-FM（2015年撮影）

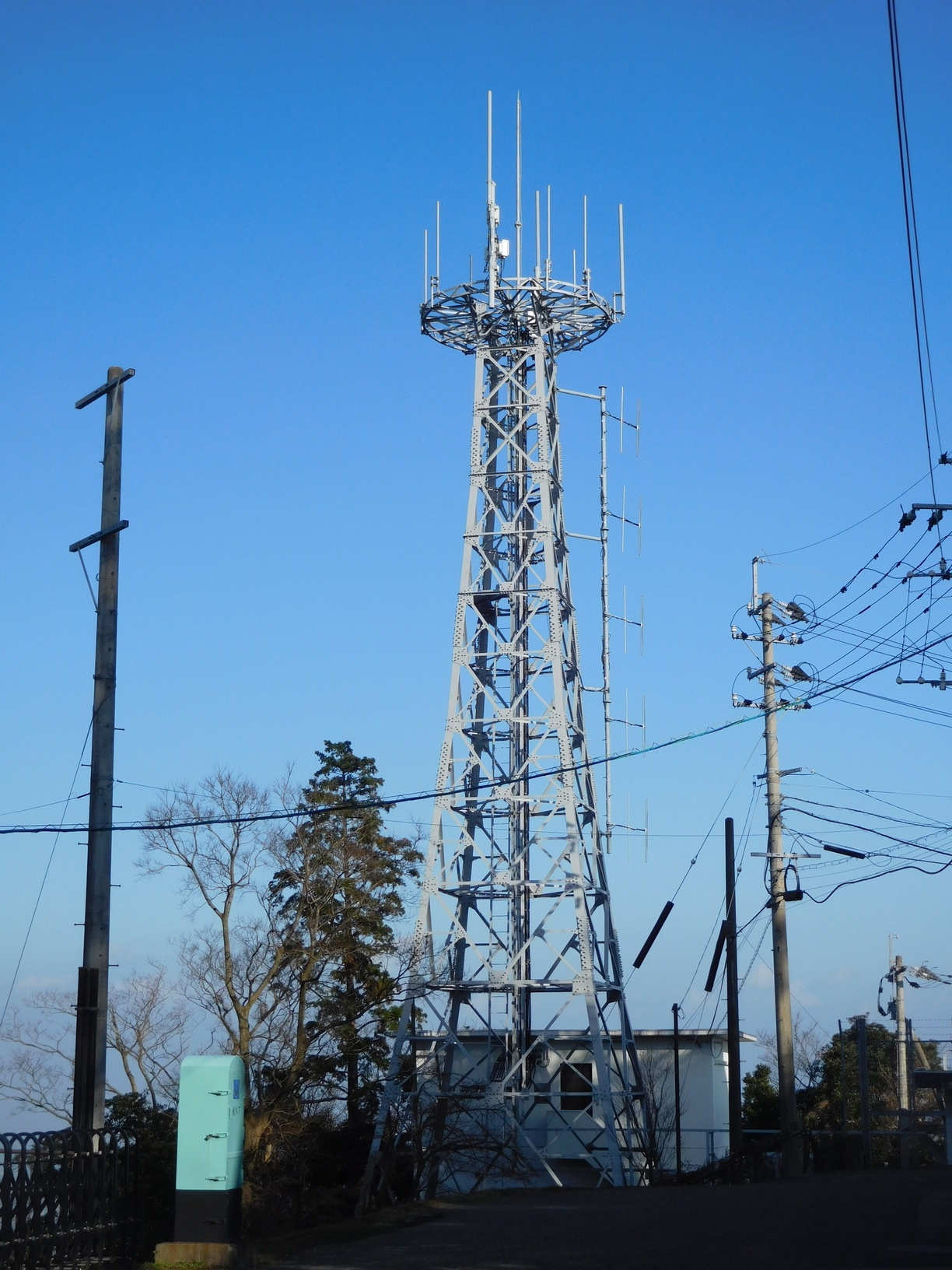
熊本シティエフエム（FM791）のアンテナが設置されている業務用無線塔（2015年撮影）

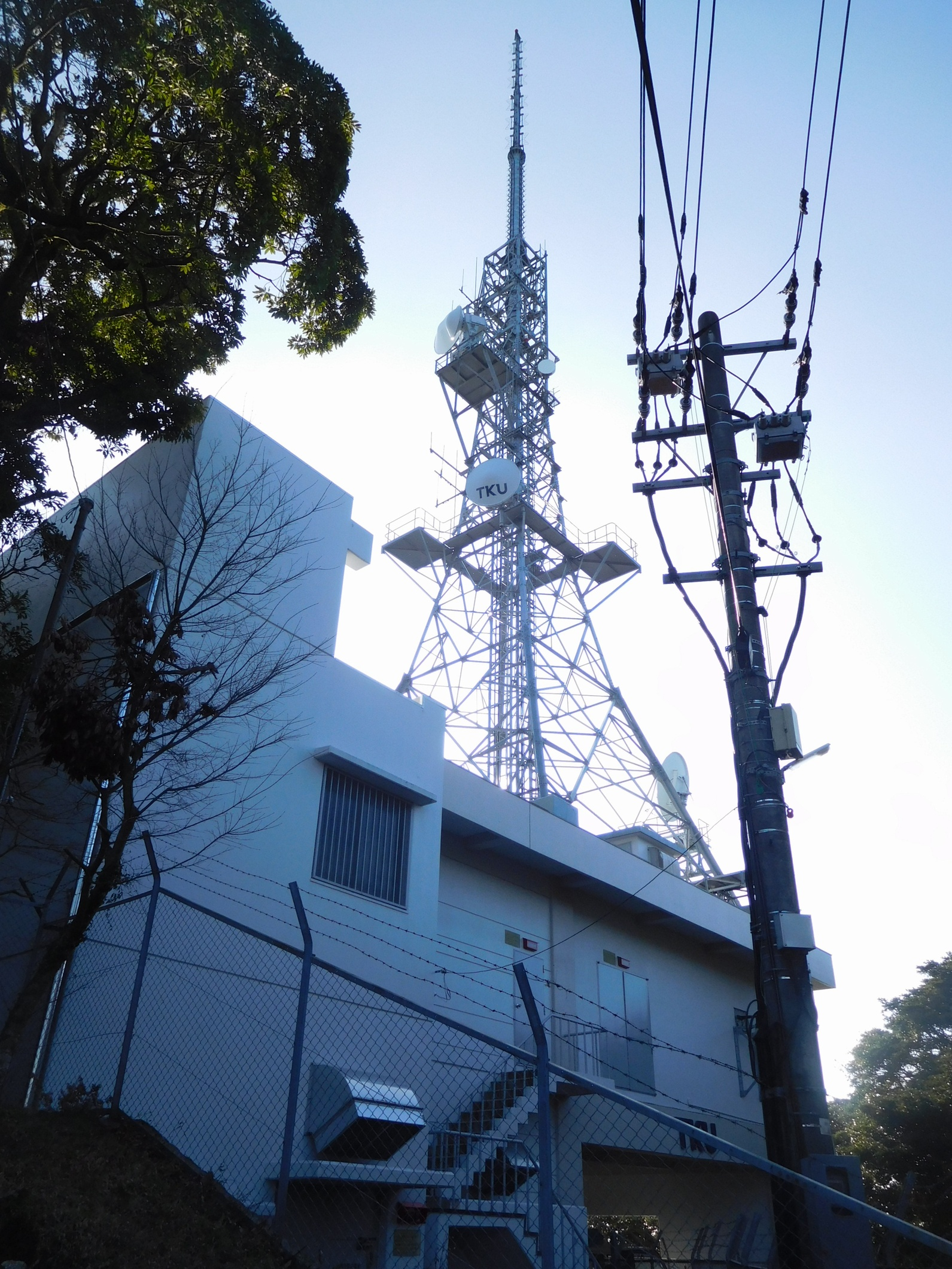
ジャパン・モバイルキャスティングの熊本中継局（2015年撮影、かつてのTKUテレビ熊本アナログテレビ送信所）

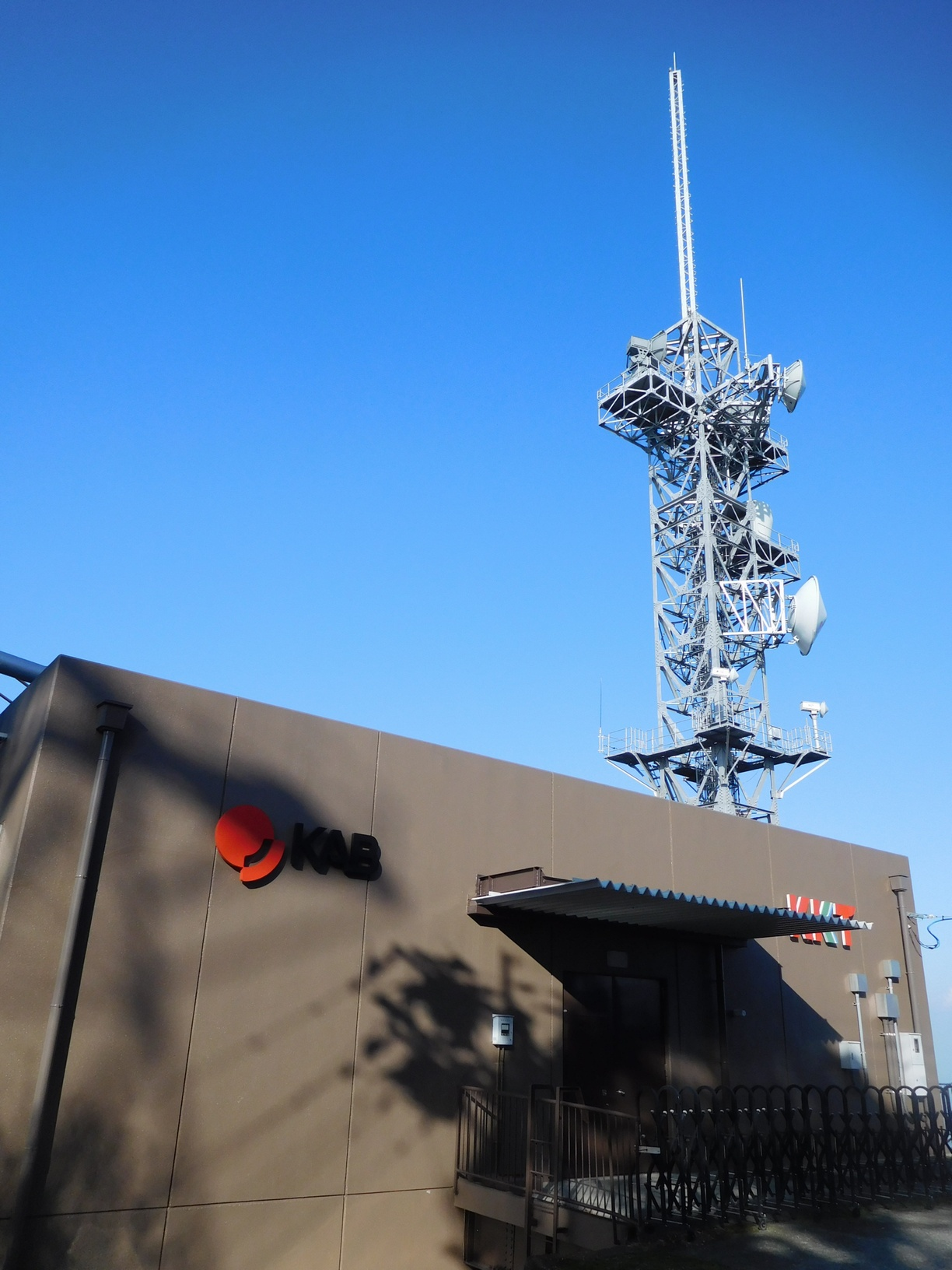
KKT熊本県民テレビとKAB熊本朝日放送の旧・アナログテレビ送信所（2015年撮影）

標高は上記の通り665 mであり、放送電波は、地元熊本県のみならず、有明海沿岸に広く届いている。佐賀県では、以前VHF（アナログ）テレビ局の電波が県内の大半のエリアで受信でき、サガテレビ開局前にはRKKで佐賀県の広報番組が放送されていた時期もあった。
1991年から2000年にかけて、雲仙岳噴火の影響で対岸の長崎県島原市眉山にあった島原中継局までの道路が閉鎖されたため、長崎県内の各放送局（中波局除く）の島原中継局の運用が停止となった。そのためNHK総合テレビジョンなどが金峰山に臨時中継局を置き、島原地区に向けて放送を行った。

### FMラジオ放送送信設備
| 周波数 (MHz) | 放送局名         | コールサイン  | 空中線電力 | ERP    | 放送対象地域 | 放送区域内世帯数 |
| ------------ | ---------------- | ------------- | ---------- | ------ | ------------ | ---------------- |
| 77.4         | FMK エフエム熊本 | JOSU-FM       | 1 kW       | 2.5 kW | 熊本県       | 不明             |
| 79.1         | FM791※           | JOZZ0AB-FM    | 20 W       | 110 W  | 熊本市       | 約33万世帯       |
| 85.4         | NHK 熊本FM       | JOGK-FM       | 1 kW       | 2.5 kW | 熊本県       | 不明             |
| 91.4         | RKK 熊本放送     | （RKK熊本FM） | 810 W      | 2.2 kW | 熊本県       | 600,964世帯      |

※FM791は2006年5月までは熊本市役所屋上から送信していた。
RKKのFM補完中継局は2015年9月2日に総務省九州総合通信局より予備免許が交付され、2016年3月28日に出力200 Wで試験放送（試験電波）を開始、4月4日に400 W、4月11日に810 W（定格出力）へ増力し、5月1日の13時に本放送を開始した。

### 地上デジタルテレビジョン放送送信設備
| ID | 放送局名           | コール サイン | 物理 チャンネル | 空中線電力 | ERP    | 放送対象地域 | 放送区域内 世帯数 | Gガイド 局名表記 （×は マルチ放送の 番号） | ワンセグ 局名表記   |
| -- | ------------------ | ------------- | --------------- | ---------- | ------ | ------------ | ----------------- | ------------------------------------------ | ------------------- |
| 1  | NHK 熊本総合       | JOGK-DTV      | 28              | 1 kW       | 8.5 kW | 熊本県       | 84万6,221世帯     | NHK総合×熊本                               | NHK携帯G 熊本       |
| 2  | NHK 熊本教育       | JOGB-DTV      | 24              | 1 kW       | 8.3 kW | 全国放送     | 84万6,221世帯     | NHKEテレ×熊本                              | NHK携帯2            |
| 3  | RKK 熊本放送       | JOBF-DTV      | 41              | 1 kW       | 7.3 kW | 熊本県       | 84万6,221世帯     | RKK熊本放送×                               | RKK熊本放送 携帯    |
| 4  | KKT 熊本県民テレビ | JOQI-DTV      | 47              | 1 kW       | 7.3 kW | 熊本県       | 84万6,221世帯     | くまもと県民×                              | くまもと県民 携帯   |
| 5  | KAB 熊本朝日放送   | JOZI-DTV      | 49              | 1 kW       | 7.3 kW | 熊本県       | 84万6,221世帯     | KAB熊本朝日放送×                           | KAB熊本朝日 携帯    |
| 8  | TKU テレビ熊本     | JOZH-DTV      | 42              | 1 kW       | 7.3 kW | 熊本県       | 84万6,221世帯     | テレビ熊本×                                | テレビ熊本 ワンセグ |

#### 備考
- リモコンキーIDはVHF局が「1」 - 「3」に集約された（青森県・富山県・徳島県・長崎県・大分県・鹿児島県も同様）。また、全局とも広島県・長崎県と、RKKを除き関東広域圏と、NHK総合・EテレとTKUは近畿広域圏と同じである。RKKが加盟するJNN系列で最も多い「6」（一部のANN系列局も使用）は九州・沖縄地方では宮崎放送（MRT）でしか使用されていない。
- 放送開始より2007年1月9日までは空中線電力100 Wで運用されていた。

### 地上アナログテレビジョン放送送信設備
| チャンネル | 放送局名           | コールサイン | 空中線電力            | ERP                     | 放送対象地域 | 放送区域内世帯数 |
| ---------- | ------------------ | ------------ | --------------------- | ----------------------- | ------------ | ---------------- |
| 2ch        | NHK 熊本教育       | JOGB-TV      | 映像1 kW /音声250 W   | 映像7.8 kW /音声1.95 kW | 全国放送     | -                |
| 9ch        | NHK 熊本総合       | JOGK-TV      | 映像2 kW /音声500 W   | 映像12.5 kW /音声3.1 kW | 熊本県       | -                |
| 11ch       | RKK 熊本放送       | JOBF-TV      | 映像2 kW /音声500 W   | 映像11 kW /音声2.8kW    | 熊本県       | -                |
| 16ch       | KAB 熊本朝日放送   | JOZI-TV      | 映像10 kW /音声2.5 kW | 映像91 kW /音声23 kW    | 熊本県       | -                |
| 22ch       | KKT 熊本県民テレビ | JOQI-TV      | 映像10 kW /音声2.5 kW | 映像91 kW /音声23 kW    | 熊本県       | -                |
| 34ch       | TKU テレビ熊本     | JOZH-TV      | 映像10 kW /音声2.5 kW | 映像91 kW /音声23 kW    | 熊本県       | -                |

※全局が2011年7月24日正午（午後0時）に通常の放送を終了し、翌日の午前0時までに停波した。

### マルチメディア放送送信設備
| 放送局名            | 周波数                                       | 空中線電力 | ERP   | 放送区域                                 | 放送区域内世帯数 |
| ------------------- | -------------------------------------------- | ---------- | ----- | ---------------------------------------- | ---------------- |
| モバキャス（NOTTV） | 214.714286 MHz （VHF11chに相当する周波数帯） | 2.5 kW     | 11 kW | 熊本県の広範囲及び福岡県と佐賀県の各一部 | 90万4572世帯     |

- 2012年8月27日に予備免許交付[12]、同月29日から試験放送を開始[13]、同年10月18日に本免許交付、同月22日から本放送開始。
- 2016年6月30日 - サービス終了[14]。

### 送信所施設について
民放各局の地上デジタル放送及び、FMKはRKKの送信所（親局）を共同使用している。また、KKTとKABはアナログ送信所（親局）は施設を共同使用しており、アナログ送信所（親局）の設備には、現在もFPU基地が置かれている。TKUアナログ送信所（親局）は、同社のFPU基地が置かれていて、嘗てはNOTTVの中継局としても使われていた。

## 交通アクセス
- 熊本桜町バスターミナルより九州産交バス河内温泉行に乗車し「峠の茶屋」下車
  - 九州産交バスが、1日間に限り市の熊本交通センター（現：熊本桜町バスターミナル）から山中に至る路線のみを自由に乗降出来る「金峰山1日フリー乗車券」を発行していたが、2015年3月31日を以て販売終了。
- 九州自動車道熊本インターチェンジから20 km